# Pod Górą (Stoczek)
Pod Górą – część wsi Stoczek w Polsce położona w województwie mazowieckim, w powiecie garwolińskim, w gminie Garwolin.
W latach 1975–1998 Pod Górą administracyjnie należało do województwa siedleckiego.